# Hans Andersson (1656–1724)
Hans Andersson, född 1656, död 1724, var en svensk handelsman och brukspatron.

## Biografi
Hans Andersson var son till handelsmannen och rådmannen i Västervik Anders Andersson. Han genomgick skola och kom 1673 till Uppsala universitet. Vid inskrivningen vid universitetet kallar han sig Qvenner, ett namn han dock senare inte använde. Hans Andersson återvände efter sina studier till Västervik där han blev handlaren som fadern, han sysslade även med annat, bland annat var han en tid fogde åt Anna Maria Cruus på Vinäs slott och skötte även Eds bruk åt henne. Han lånade även ut pengar till henne och kunde därigenom till slut ta över Eds bruk av henne. Han fortsätte därefter sin verksamhet som brukspatron, 1690 beviljade han privilegium på Rumshults masugn och kanongjuteri i Hjorteds socken, han blev även ägare till stångjärnshammaren och masugnen i Tovehult, ett kanongjuteri vid Tyftingehammar i Gladhammars socken samt en mängd annat. Redan 1679 gjorde han sig till delägare i Ankarsrums bruk och övertog senare driften som arrendator, från 1698 blev han ensam ägare till bruket. Han gjorde sig även till ägare av Helgerum som drabbats hårt av reduktionen. Beata Sparre hade i praktiken sålt godset till honom redan 1698, men genom komplicerade bytesförhandlingar blev dock köpet inte klart förrän 1716, men då hade han sedan en längre tid varit bosatt där, och avled på Helgerum. Vid sin bortgång ägde han ett 80-tal hemman utspridda över Tjust. Därtill Ankarsrums stångjärnshamrar, Tovehults masugn, Eds bruk, Helgerums och Ankarsrums säterier jämte Maråker (nuvarande Sundsholm). Han ägde en gård i Västervik liksom en annan i Gamleby, han ägde flera fartyg och hade lager av kanoner liggande i Hamburg och Lübeck. Därtill kom stora utstående fordringar.